# خوان غارسيا (ملحن)
خوان غارسيا (بالإسبانية: Juan García Esquivel) (و. 1918 – 2002 م) هو ملحن، وعازف بيانو، وموزع (موسيقى) مكسيكي، ولد في تامبيكو، يستخدم آلات بيانو، توفي عن عمر يناهز 84 عاماً.

## وصلات خارجية
- خوان غارسيا على موقع IMDb (الإنجليزية)
- خوان غارسيا على موقع ميوزك برينز (الإنجليزية)
- خوان غارسيا على موقع أول ميوزيك (الإنجليزية)
- خوان غارسيا على موقع ديسكوغز (الإنجليزية)
- خوان غارسيا على موقع ديسكوغز (الإنجليزية)
- خوان غارسيا على موقع ديسكوغز (الإنجليزية)
- خوان غارسيا على موقع قاعدة بيانات الفيلم (الإنجليزية)

- خوان غارسيا في قاعدة بيانات الأفلام على الإنترنت